# Galaxia Baby Boom
La galaxia Baby boom es una galaxia con brote estelar situado 12,2 mil millones años luz de distancia. Descubierto por el telescopio Spitzer de la NASA del Centro de Ciencias en el Instituto de Tecnología de California, es notable por ser la galaxia más brillante con brote estelar en el universo, con brillo es una medida extrema de su tasa de formación estelar. La Galaxia del Baby boom se ha apodado "la máquina estelar extrema", ya que se ve produciendo estrellas a una velocidad sorprendente de hasta 4.000 por año. La Vía Láctea en la que reside la Tierra resulta un promedio de sólo 10 estrellas por año.[cita requerida]

## Descubrimiento
La Galaxia amargada fue descubierto y caracterizado en 2008, utilizando un conjunto de telescopios que operan en longitudes de onda diferentes. Telescopio Espacial Hubble y el telescopio japonés Subaru, en Mauna Kea, Hawái, vio por primera vez la galaxia en luz visible de las imágenes, donde aparecía como una mancha poco visible debido a su gran distancia. No fue visto hasta que el telescopio Spitzer y el Telescopio James Clerk Maxwell, también en Mauna Kea, Hawái, observaron la galaxia en longitudes de onda infrarrojas y submilimétricas respectivamente, que la galaxia fue descubierta oficialmente.[cita requerida]

## Extraño comportamiento
La Galaxia Baby boom se llama así debido a que genera más de 4.000 estrellas por año (en comparación con la Vía Láctea con un promedio de sólo 100 estrellas al año). A ese ritmo, la galaxia tiene sólo 50 millones de años para llegar a ser un equivalente de la galaxia más masiva que se haya observado. El descubrimiento también desafía el modelo aceptado para la formación de las galaxias, que tiene la mayoría de las galaxias lentamente aumento de volumen por absorción de piezas de otras galaxias, en lugar de crecer internamente. Otro aspecto inusual es el hecho de que los científicos están observando esta galaxia en un momento en que el universo tenía sólo un poco más de 140 millones de años, lo que significa que la galaxia estaba exhibiendo este comportamiento extraño, mientras que el universo todavía estaba en su infancia.[cita requerida]